# Diostracus nakanishii
Diostracus nakanishii är en tvåvingeart som beskrevs av Sadao Takagi 1968. Diostracus nakanishii ingår i släktet Diostracus och familjen styltflugor. Inga underarter finns listade i Catalogue of Life.